# Charinus acosta
Espèce
Synonymes
- Charinides acosta Quintero, 1983

Charinus acosta est une espèce d'amblypyges de la famille des Charinidae.

## Distribution
Cette espèce est endémique de Cuba. Elle se rencontre de la province de Pinar del Río à la province de Guantánamo.

## Description
La femelle holotype mesure 4,9 mm.
La carapace des femelles mesure de 2,10 à 2,40 mm de long sur de 2,90 à 3,10 mm.

## Systématique et taxinomie
Cette espèce a été décrite sous le protonyme Charinides acosta par Quintero en 1983. Elle est placée dans le genre Charinus par Delle Cave en 1986.

## Étymologie
Cette espèce est nommée en l'honneur de José T. Acosta Jiménez.

## Publication originale
- Quintero, 1983 : « Revision of the amblypygid spiders of Cuba and their relationships with the Caribbean and continental American amblypygid fauna. » Uitgaven Natuurwetenschappelijke Studiekring voor Suriname en de Nederlandse Antillen, no 111, p. 1-54 (texte intégral).